# Athemistus harrisoni
Athemistus harrisoni là một loài bọ cánh cứng trong họ Cerambycidae.